# Аблогин, Василий Егорович
Василий Егорович Аблогин (1927—2018) — советский инженер-технолог в системе атомной промышленности. Лауреат Государственной премии СССР (1977).

## Биография
Родился 3 сентября 1927 года в посёлке Уль, Севского уезда, Брянской губернии, РСФСР.
С 1943 по 1945 годы обучался в Школе фабрично-заводского обучения, после обучения работал столяром Брянского строительно-восстановительного участка № 3.
В 1953 году окончил инженерный физико-химический факультет Московского химико-технологического института им. Д. И. Менделеева.
С 1953 года переведён в систему МСМ СССР и направлен в закрытый город Свердловск-45 работал на предприятии Электрохимприбор — старшим мастером, инженером-диспетчером, заместителем начальника цеха. С 1961 по 1982 годы — начальник химико-технологического цеха по производству прецизионных деталей, узлов и изделий из спецматериалов. В 1962 году Указом Президиума Верховного Совета СССР В. Е. Аблогин за высокие показатели был награждён орденом Трудового Красного Знамени. В 1977 году Указом Президиума Верховного Совета СССР В. Е. Аблогин за производство специзделий стал лауреатом Государственной премии СССР. С 1982 по 1988 годы — старший инженер-технолог  Электрохимприбора.  При участии В. Е. Аблогина было разработано, изготовлено и внедрено нестандартное технологическое оборудование, многие средства механизации, впервые в СССР стала применяться станочная обработка прецизионных деталей, разработаны и внедрены прогрессивные техпроцессы. В. Е. Аблогин предложил вакуумную технологию изготовления деталей, внедрённую впоследствии на многих предприятиях МСМ СССР. В. Е. Аблогин способствовал внедрению в производство разработок новаторов, совершенствованию охраны труда, техники безопасности. В. Е. Аблогин осуществил крупные мероприятия по предупреждению аварий, пожаров и травматизма. 
С 1988 года на пенсии. Умер 23 декабря 2018 года в городе Лесной.

## Награды
- Орден Октябрьской революции (1971)
- Орден Трудового Красного Знамени (1962)
- Медаль «За трудовую доблесть»

### Премии
- Государственная премия СССР (1977)

### Звания
- Почётный гражданин города Лесного (1978)